# 迪米特里·萨尔泽夫斯基
迪米特里·萨尔泽夫斯基（法語：Dimitri Szarzewski；1983年1月26日—）是一位法國橄欖球運動員。他是法國國家橄欖球隊的一員，代表法國參加了2015年世界盃橄欖球賽。